# Lee James
Lee Scott James (Poole, 27 januari 1973)  is een Engels voormalig golfprofessional.

## Amateur
Het hoogtepunt van zijn amateurscarrière kent hij in 1994 wanneer James het Brits amateurkampioenschap in Nairn wint en tweede wordt bij het Europees Amateur Kampioenschap.

## Professional
James wordt professional nadat hij in 1995 met Groot-Brittannië en Noord-Ierland de Walker Cup had gewonnen. Hij begint zijn loopbaan voornamelijk op de Challenge Tour waar hij in 1996 de beste is op de Modena Classic Open. Zijn topjaar op de Challenge Tour kent Walker in 2002, waarin hij begint met het winnen van het Sameer Kenya Open en enkele maanden later is hij de beste op de Luxemburgs Open en de Talma Finnish Challenge. Hij beëindigt zo het seizoen als eerste op de Order of Merit van de Challenge Tour van 2002 en daarmee kreeg hij een spelerskaart voor de Europese PGA Tour van 2003. Na 1 seizoen keerde James echter terug naar de Challenge Tour. In 2009 was James nog de beste in de Allianz Open Côtes d'Armor Bretagne.

### Overwinningen
| Jaar | Toernooi                            | Tour            |
| ---- | ----------------------------------- | --------------- |
| 1996 | Modena Classic Open                 | Challenge Tour  |
| 1996 | Futures Tour Championship           |                 |
| 1998 | Futures Tour Championship           |                 |
| 1998 | Northern Open                       |                 |
| 1999 | Celtic Manor Resort Championship    | MasterCard Tour |
| 1999 | Hawkstone Park Championship         | MasterCard Tour |
| 2002 | Sameer Kenya Open                   | Challenge Tour  |
| 2002 | Luxemburgs Open                     | Challenge Tour  |
| 2002 | Talma Finnish Challenge             | Challenge Tour  |
| 2009 | Allianz Open Côtes d'Armor Bretagne | Challenge Tour  |